# Shabtai Rosenne
Shabtai Rosenne (* 24. November 1917 in London; † 21. September 2010 in Jerusalem) geboren als Sefton Wilfred David Rowson, war ein israelischer Jurist und Diplomat. Er fungierte unter anderem von 1967 bis 1971 als stellvertretender Ständiger Vertreter Israels bei den Vereinten Nationen und von 1971 bis 1974 als Ständiger Vertreter bei den Vereinten Nationen und anderen internationalen Organisationen in Genf. Darüber hinaus war er von 1962 bis 1971 Mitglied der Völkerrechtskommission der Vereinten Nationen und von 1994 bis 1996 des Ständigen Schiedshofs. Für sein Wirken wurde er unter anderem 1960 mit dem Israel-Preis in Rechtswissenschaften und 1999 mit der Manley-O.-Hudson-Medaille der Amerikanischen Gesellschaft für internationales Recht ausgezeichnet.

## Leben

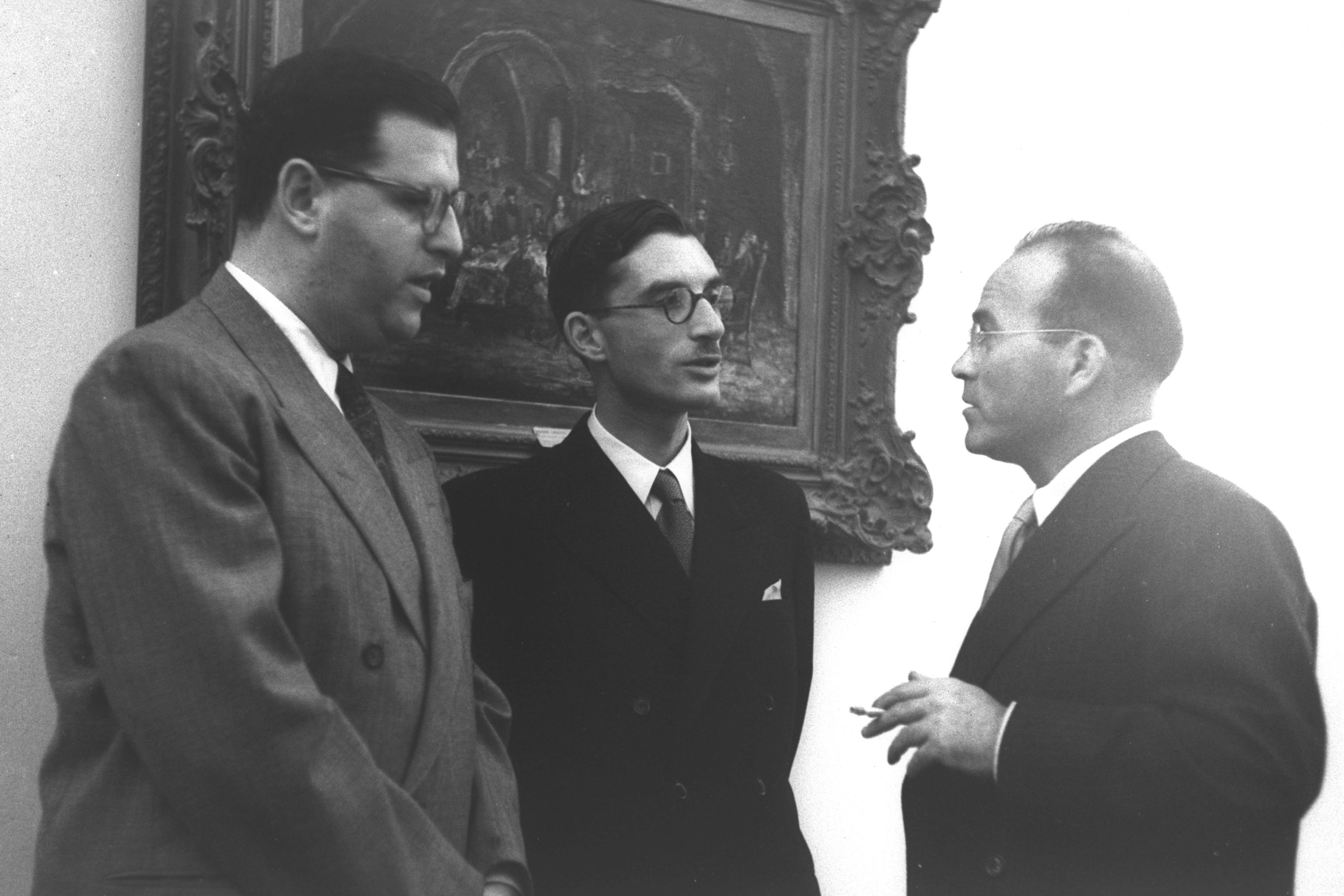
Shabtai Rosenne (Mitte) neben dem späteren israelischen Außenminister Abba Eban (links), 1949

Shabtai Rosenne wurde 1917 in London als Sohn russischer Einwanderer geboren und erlangte 1938 einen LL.B.-Abschluss an der University of London. Nach Militärdienst in der Royal Air Force von 1940 bis 1946 war er, zunächst in London und später in Jerusalem, in der politischen Abteilung der Jewish Agency tätig. Mit der Gründung des Staates Israel trat er in den Dienst von dessen Außenministerium ein, für das er von 1948 bis 1967 als Rechtsberater fungierte. In dieser Funktion gehörte er unter anderem der israelischen Delegation bei den Verhandlungen zum Waffenstillstandsabkommen von 1949 sowie regelmäßig zu den Sitzungen der Generalversammlung der Vereinten Nationen an. Darüber hinaus promovierte er während dieser Zeit an der Hebräischen Universität Jerusalem.
1960 wurde Shabtai Rosenne zum Botschafter ernannt und von der israelischen Regierung nach Argentinien entsandt, um bei den politischen und diplomatischen Verwerfungen, die sich aus der Festnahme von Adolf Eichmann und seiner Verbringung nach Israel ergaben und unter anderem zu einer Beschwerde Argentiniens vor dem Sicherheitsrat der Vereinten Nationen führten, zur Entspannung beizutragen. Darüber hinaus vertrat er Israel bei den Konferenzen, auf denen das 1982 abgeschlossene Seerechtsübereinkommen ausgehandelt wurde, sowie von 1967 bis 1971 als Stellvertreter des Ständigen Vertreters bei den Vereinten Nationen, von 1968 bis 1970 in der UN-Menschenrechtskommission und von 1971 bis 1974 als Ständiger Vertreter bei den Vereinten Nationen und anderen internationalen Organisationen in Genf. Er wurde anschließend zum Sonderbotschafter ernannt und war noch bis 1982 im diplomatischen Dienst tätig.
Shabtai Rosenne gehörte von 1962 bis 1971 der Völkerrechtskommission der Vereinten Nationen und von 1994 bis 1996 dem Ständigen Schiedshof in Den Haag an. Darüber hinaus vertrat er zwischen 1989 und 2000 die Vereinigten Staaten, Jugoslawien und Japan in mehreren Verfahren vor dem Internationalen Gerichtshof. Außerdem unterrichtete er nach dem Ende seiner diplomatischen Laufbahn als Professor an der Bar-Ilan-Universität sowie als Gastprofessor an verschiedenen ausländischen Universitäten und in den Jahren 1954 und 2001 an der Haager Akademie für Völkerrecht.
Shabtai Rosenne war ab 1940 verheiratet und Vater von zwei Söhnen. Er starb 2010 im Alter von 92 Jahren in Jerusalem infolge eines Herzinfarkts.

## Auszeichnungen
Shabtai Rosenne erhielt in Anerkennung seines Wirkens unter anderem 1960 den Israel-Preis in Rechtswissenschaften und 1999 die Manley-O.-Hudson-Medaille, die höchste Ehrung der Amerikanischen Gesellschaft für internationales Recht, die ihn außerdem 1968 für sein Werk „The Law and Practice of the International Court“ mit einer Verdiensturkunde (ASIL Certificate of Merit) auszeichnete und 1976 zu ihrem Ehrenmitglied ernannte. Darüber hinaus wurde ihm 2004 der erstmals vergebene The Hague Prize for International Law verliehen. Ab 1963 war er Mitglied des Institut de Droit international.

## Werke (Auswahl)
- 6,000,000 Accusers: Israel's Case against Eichmann. Jerusalem 1961.
- Developments in the Law of Treaties, 1945–1986. Cambridge und New York 1989.
- The Law and Practice of the International Court, 1920–2005. Vierte Auflage, Leiden und Boston 2006 (vorherige Auflagen: Leiden 1965, 1985, 1997).
  - Band I: The Court and the United Nations.
  - Band II: Jurisdiction.
  - Band III: Procedure.
  - Band IV: Basic Documents and Indexes.
- Provisional Measures in International Law: The International Court of Justice and the International Tribunal for the Law of the Sea. Oxford und New York 2005.
- Essays on International Law and Practice. Leiden und Boston 2007.